# 오대영 (기자)
오대영(1979년 4월 18일 ~ )은 대한민국의 기자이다.

## 학력
- 서울외국어고등학교 (1998년 졸업)
- 서강대학교 경영학, 영어영문학과 학사

## 경력
- 2007년 1월 : MBN 정치부 기자
- MBN 사회부 기자
- 2011년 ~ 2015년 12월 : JTBC 기자
- 2014년 ~ 2016년 : 정치부회의 여당 반장
- 2015년 12월 ~ 2016년 7월 : JTBC 정치2부 기자
- 2016년 7월 ~ 2019년 6월 : JTBC 정치1부 기자
- 2019년 7월 ~ 2020년 5월 : JTBC 기동이슈팀장(데스크)
- 2020년 5월 ~ 2021년 5월 : JTBC 법조팀장
- 2021년 5월 ~ 2022년 1월 : JTBC 사회부 기자
- 2021년 6월 ~ 2022년 11월: JTBC 앵커
- 2022년 1월 ~ 2022년 10월 : JTBC 사회부 차장
- 2022년 10월 ~ 2023년 12월 : JTBC 스포츠문화부장
- 2023년 12월 ~ 2025년 6월 : JTBC 뉴스콘텐트국 뉴스담당 라이브뉴스팀장
- 2025년 7월 ~ : JTBC 보도본부 보도국 제작부국 뉴스룸부장

## 방송
- 2009년 출발 모닝뉴스 (MBN)
- 2013년 3월 1일 ~ 3월 20일 WBC투데이 (JTBC)
- 2014년 4월 7일 ~ 2016년 7월 8일 정치부 회의 - 여당반장
- 2014년 9월 28일 ~ 2015년 1월 25일 JTBC 뉴스현장 - 주말(일요일) 앵커
- 2016년 7월 18일 ~ 2019년 6월 27일 JTBC 뉴스룸 - 팩트체크 코너담당
- 2020년 11월 30일 ~ 2021년 4월 21일 JTBC 뉴스룸 - 이슈 체크코너
- 2021년 6월 7일 ~ 2022년 11월 11일, 2025년 8월 4일 ~ 현재 JTBC 뉴스룸 - 메인앵커
- 2024년 5월 27일 ~ 2025년 7월 25일 오대영 라이브 - 앵커
- 2025년 3월 6일 ~ 2025년 7월 24일 논/쟁